# Gu Sang-bum
Gu Sang-bum (en coreano: 구상범; nacido el 15 de junio de 1964 en Seúl) es un exfutbolista y actual entrenador surcoreano. Jugaba de defensa y su último club fue el Pohang Atoms de Corea del Sur. Actualmente dirige a la Escuela Secundaria de Pungsaeng.
Gu desarrolló su carrera en varios clubes, entre los que se encuentran LG Cheetahs, Daewoo Royals y Pohang Atoms. Además, fue internacional absoluto por la Selección de fútbol de Corea del Sur y disputó las Copas Mundiales de la FIFA de 1990 y 1994.

## Trayectoria

### Clubes como futbolista
| Club                                 | País          | Año         |
| ------------------------------------ | ------------- | ----------- |
| Lucky-Goldstar Hwangso / LG Cheetahs | Corea del Sur | 1986 - 1993 |
| Daewoo Royals                        | Corea del Sur | 1994        |
| Pohang Atoms                         | Corea del Sur | 1995        |

### Selección nacional como futbolista
| Selección | País          | Año         |
| --------- | ------------- | ----------- |
| Sub-23    | Corea del Sur | 1988        |
| Absoluta  | Corea del Sur | 1988 - 1994 |

### Clubes como entrenador
| Club                               | País          | Año             |
| ---------------------------------- | ------------- | --------------- |
| Escuela Secundaria Kyungshin       | Corea del Sur | 2001 - 2003     |
| Universidad de Incheon (asistente) | Corea del Sur | 2004 - 2008     |
| Gangwon FC (asistente)             | Corea del Sur | 2009 - 2011     |
| Sangju Sangmu (asistente)          | Corea del Sur | 2012            |
| Escuela Secundaria de Pungsaeng    | Corea del Sur | 2016            |
| Seongnam FC (interino)             | Corea del Sur | 2016            |
| Escuela Secundaria de Pungsaeng    | Corea del Sur | 2016 - Presente |

### Selección nacional como entrenador
| Selección            | País          | Año         |
| -------------------- | ------------- | ----------- |
| Absoluta (asistente) | Corea del Sur | 1998 - 1999 |

## Estadísticas

### Como futbolista

#### Clubes
| Club                   | Año           | Liga  | Liga  | Liga   | Copa de la Liga | Copa de la Liga | Copa de la Liga | Liga de Campeones de la AFC | Liga de Campeones de la AFC | Liga de Campeones de la AFC | Total | Total | Total  |
| Club                   | Año           | Part. | Goles | Asist. | Part.           | Goles           | Asist.          | Part.                       | Goles                       | Asist.                      | Part. | Goles | Asist. |
| ---------------------- | ------------- | ----- | ----- | ------ | --------------- | --------------- | --------------- | --------------------------- | --------------------------- | --------------------------- | ----- | ----- | ------ |
| Lucky-Goldstar Hwangso | 1986          | 10    | 1     | 0      | 16              | 4               | 0               | ?                           | ?                           | ?                           |       |       |        |
| Lucky-Goldstar Hwangso | 1987          | 31    | 3     | 1      | -               | -               | -               | ?                           | ?                           | ?                           |       |       |        |
| Lucky-Goldstar Hwangso | 1988          | 10    | 2     | 0      | -               | -               | -               | -                           | -                           | -                           | 10    | 2     | 0      |
| Lucky-Goldstar Hwangso | 1989          | 9     | 0     | 0      | -               | -               | -               | -                           | -                           | -                           | 9     | 0     | 0      |
| Lucky-Goldstar Hwangso | 1990          | 9     | 1     | 0      | -               | -               | -               | -                           | -                           | -                           | 9     | 1     | 0      |
| LG Cheetahs            | 1991          | 36    | 2     | 5      | -               | -               | -               | -                           | -                           | -                           | 36    | 2     | 5      |
| LG Cheetahs            | 1992          | 18    | 1     | 5      | 8               | 0               | 0               | -                           | -                           | -                           | 26    | 1     | 5      |
| LG Cheetahs            | 1993          | 10    | 1     | 1      | 1               | 0               | 0               | -                           | -                           | -                           | 11    | 1     | 1      |
| LG Cheetahs            | Total         | 133   | 11    | 12     | 25              | 4               | 0               | ?                           | ?                           | ?                           |       |       |        |
| Daewoo Royals          | 1994          | 24    | 0     | 6      | 0               | 0               | 0               | -                           | -                           | -                           | 24    | 0     | 6      |
| Daewoo Royals          | Total         | 24    | 0     | 6      | 0               | 0               | 0               | -                           | -                           | -                           | 24    | 0     | 6      |
| Pohang Atoms           | 1995          | 14    | 1     | 2      | 2               | 0               | 0               | -                           | -                           | -                           | 16    | 1     | 2      |
| Pohang Atoms           | Total         | 14    | 1     | 2      | 2               | 0               | 0               | -                           | -                           | -                           | 16    | 1     | 2      |
| Total carrera          | Total carrera | 171   | 12    | 20     | 27              | 4               | 0               | ?                           | ?                           | ?                           |       |       |        |

#### Selección nacional
Fuente:
| Selección de Corea del Sur | Selección de Corea del Sur | Selección de Corea del Sur |
| Año                        | Part.                      | Goles                      |
| -------------------------- | -------------------------- | -------------------------- |
| 1988                       | 9                          | 0                          |
| 1989                       | 12                         | 0                          |
| 1990                       | 17                         | 1                          |
| 1991                       | 5                          | 0                          |
| 1992                       | 0                          | 0                          |
| 1993                       | 18                         | 2                          |
| 1994                       | 3                          | 0                          |
| Total                      | 64                         | 3                          |

##### Goles internacionales
| No | Fecha                | Sede     | Oponente | Gol   | Resultado | Competición                                          |
| -- | -------------------- | -------- | -------- | ----- | --------- | ---------------------------------------------------- |
| 1. | 1 de octubre de 1990 | Pekín    | Kuwait   | 1 gol | 1-0       | Juegos Asiáticos de 1990                             |
| 2. | 25 de abril de 1993  | Changwon | Irak     | 1 gol | 1-1       | Partido amistoso                                     |
| 3. | 13 de junio de 1993  | Seúl     | Baréin   | 1 gol | 3-0       | Eliminatorias para la Copa Mundial de Fútbol de 1994 |

##### Participaciones en fases finales
| Torneo                         | Sede           | Resultado     | Partidos | Goles |
| ------------------------------ | -------------- | ------------- | -------- | ----- |
| Juegos Olímpicos de 1988       | Seúl           | Primera fase  | 3        | 0     |
| Copa Asiática 1988             | Catar          | Subcampeón    | 6        | 0     |
| Copa Mundial de Fútbol de 1990 | Italia         | Primera fase  | 2        | 0     |
| Juegos Asiáticos de 1990       | Pekín          | Tercer puesto | —        | —     |
| Copa Mundial de Fútbol de 1994 | Estados Unidos | Primera fase  | 0        | 0     |